# Markos II. (Jerusalem)
Markos II. war orthodoxer Patriarch von Jerusalem (nach 1059/70 – vor 1084).
Über seine Person gibt es keine weiteren Informationen.
Zu seiner Zeit mussten sich die Christen in Jerusalem auf die neuen Verhältnisse unter den türkischen Seldschuken einstellen, die seit 1071 Jerusalem beherrschten. 1081 konfiszierte der byzantinische Kaiser Alexios I. Komnenos Kirchengut aus dem Gebiet des Patriarchats.